# Stéphane Le Diraison
Stéphane Le Diraison, né le 5 juin 1976 à Hennebont (Morbihan), est un navigateur français, skipper du 60 pieds IMOCA Time For Oceans.

## Biographie

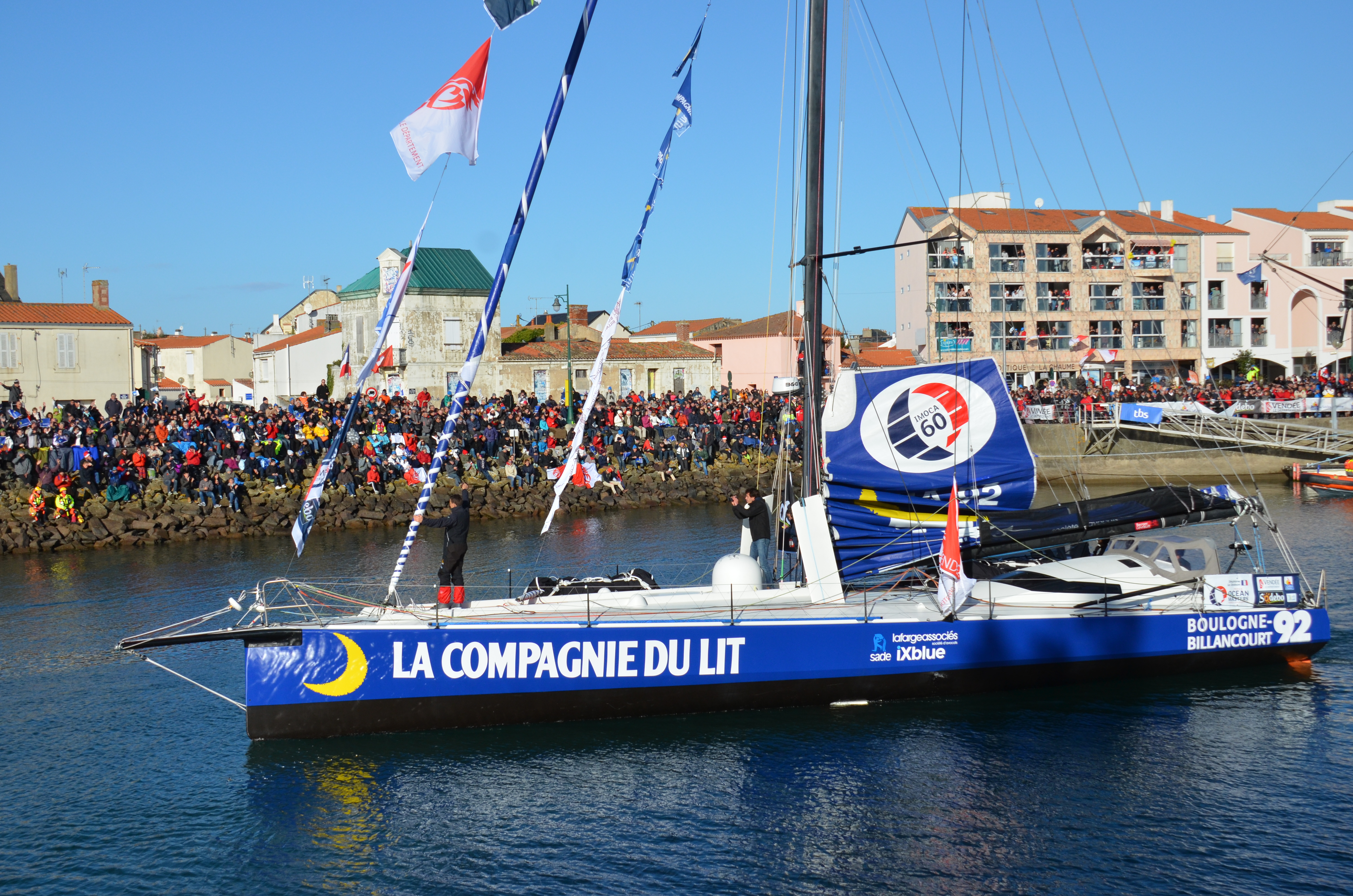
Stéphane Le Diraison au départ du Vendée Globe 2016-2017.

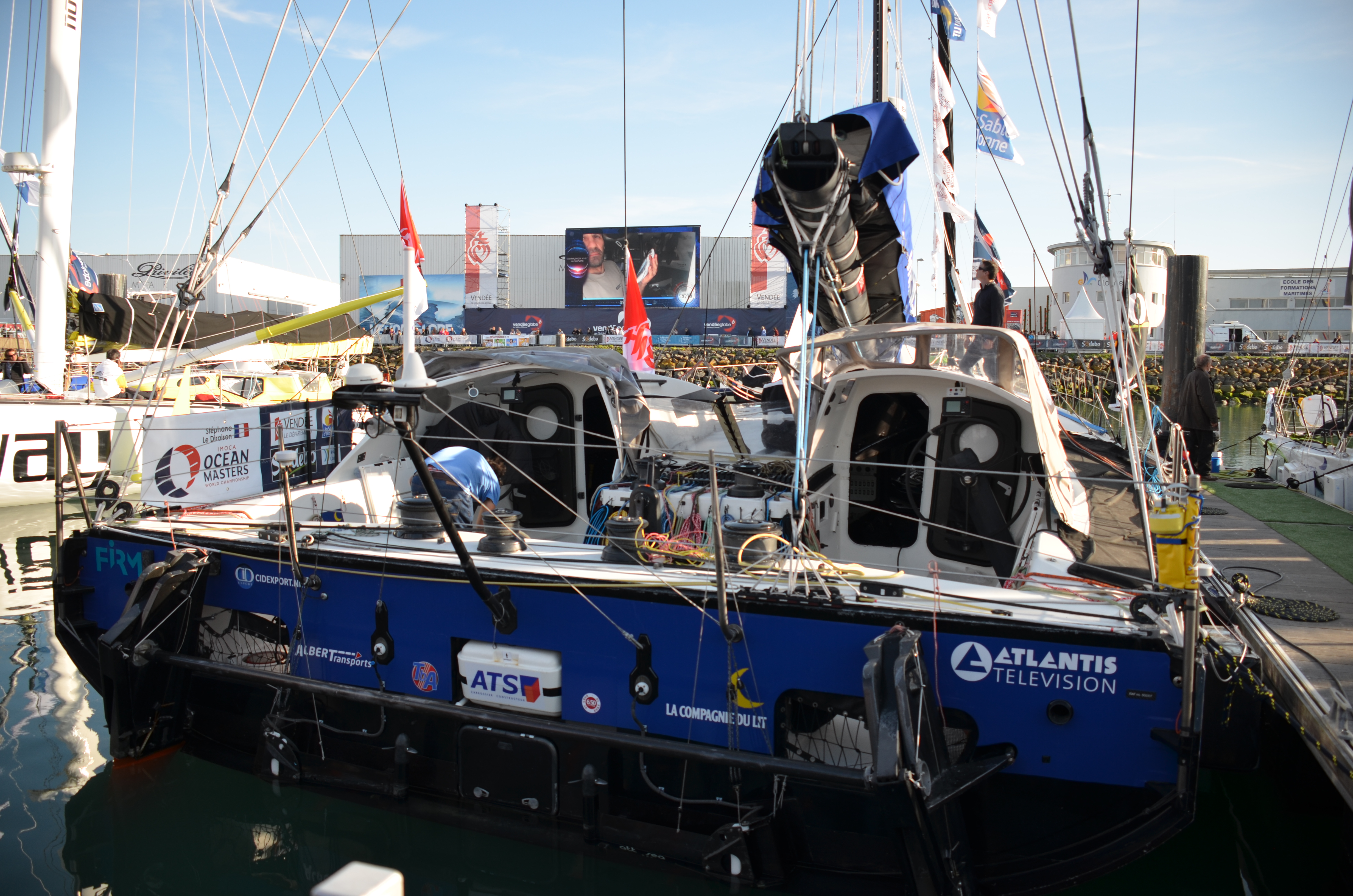
Compagnie du Lit-Boulogne Billancourt

Né le 5 juin 1976  à Hennebont, ses parents habitent Lanester et naviguent en mer, les week-ends, avec un bateau de six mètres, un Flirt. Il reste en Bretagne jusqu'à ses 18 ans en participant à des courses des lycées ce qui lui suscite ses premières envies de course au large et notamment de Vendée Globe avec l'édition de 1992 remporté par Alain Gautier dont son bateau est voisin de ponton. 
Puis il devient un skipper ingénieur reconnu dans le milieu des navigateurs. Il allie son emploi chez Bureau Veritas en tant que cadre dans les énergies marines renouvelables et la course au large depuis 2007 sur le circuit Mini 6.50 puis en 2011 sur un Class40, avec comme apogée sa 4e place sur la Route du Rhum en 2014,.
En 2015, il se lance dans le projet Vendée Globe en faisant l'acquisition du 60 pieds IMOCA Energa (ex Hugo Boss 2008).
Le 6 novembre 2016, il prend le départ du Vendée Globe avec ce bateau renommé Compagnie du Lit  - Ville de Boulogne-Billancourt. Le 18 décembre, il est contraint à l'abandon à la suite d'un démâtage à 770 milles au Sud des côtes australiennes et tente de rejoindre Melbourne,,. Il y arrive le 30 décembre.
L’année suivante, il assiste au One Planet Summit qui a lieu en décembre 2018 à Boulogne-Billancourt. Les intervenants et les discours le décident à monter un nouveau projet pour allier sa carrière sportive à son engagement pour l’environnement.
Toujours soutenu par la ville de Boulogne-Billancourt et rejoint par Bouygues Construction ainsi que SUEZ  Groupe, il crée le projet « Time For Oceans » dont son IMOCA prend le nom et les couleurs. L’objectif du projet est de rassembler les partenaires et le grand public autour de la préservation des océans, en utilisant les grandes courses océaniques pour porter son message à travers le monde.
Le 4 novembre 2018, il prend le départ de la 11e édition de la Route du Rhum avec le 60 pieds IMOCA Time For Oceans. Il arrive à Pointe-à-Pitre le 19 novembre en 8e position (sur 20 inscrits en IMOCA).
En 2019 il devient partenaire de No Plastic In My Sea, une association luttant pour le bannissement du plastique à usage unique dans un but de préservation des écosystèmes marins. Il participe à la deuxième édition du #NoPlasticChallenge et invite la classe IMOCA à se joindre au mouvement.
La même année, le photographe et réalisateur Yann Arthus-Bertrand devient le parrain de Time For Oceans.
Le 27 octobre 2019, il prend le départ du Havre de la 14e édition de la Transat Jacques Vabre, en double avec son co-skipper François Guiffant. Ils arrivent à Salvador De Bahia le 12 novembre en 20e position après 16 jours de course.
Pour soutenir la recherche scientifique, il a notamment participé au projet d’EUMETSAT, financé par la COI Unesco en embarquant sur les grandes courses des « Bouées de Confiance »,  flotteurs dérivants météorologiques collecteurs de données pour comprendre les enjeux qui menacent les océans.

Stéphane Le Diraison prend le départ de la 9e édition du Vendée Globe avec son IMOCA Time For Oceans. Il arrive aux Sables d’Olonne le 11 février en 18e position après 95 jours de course.

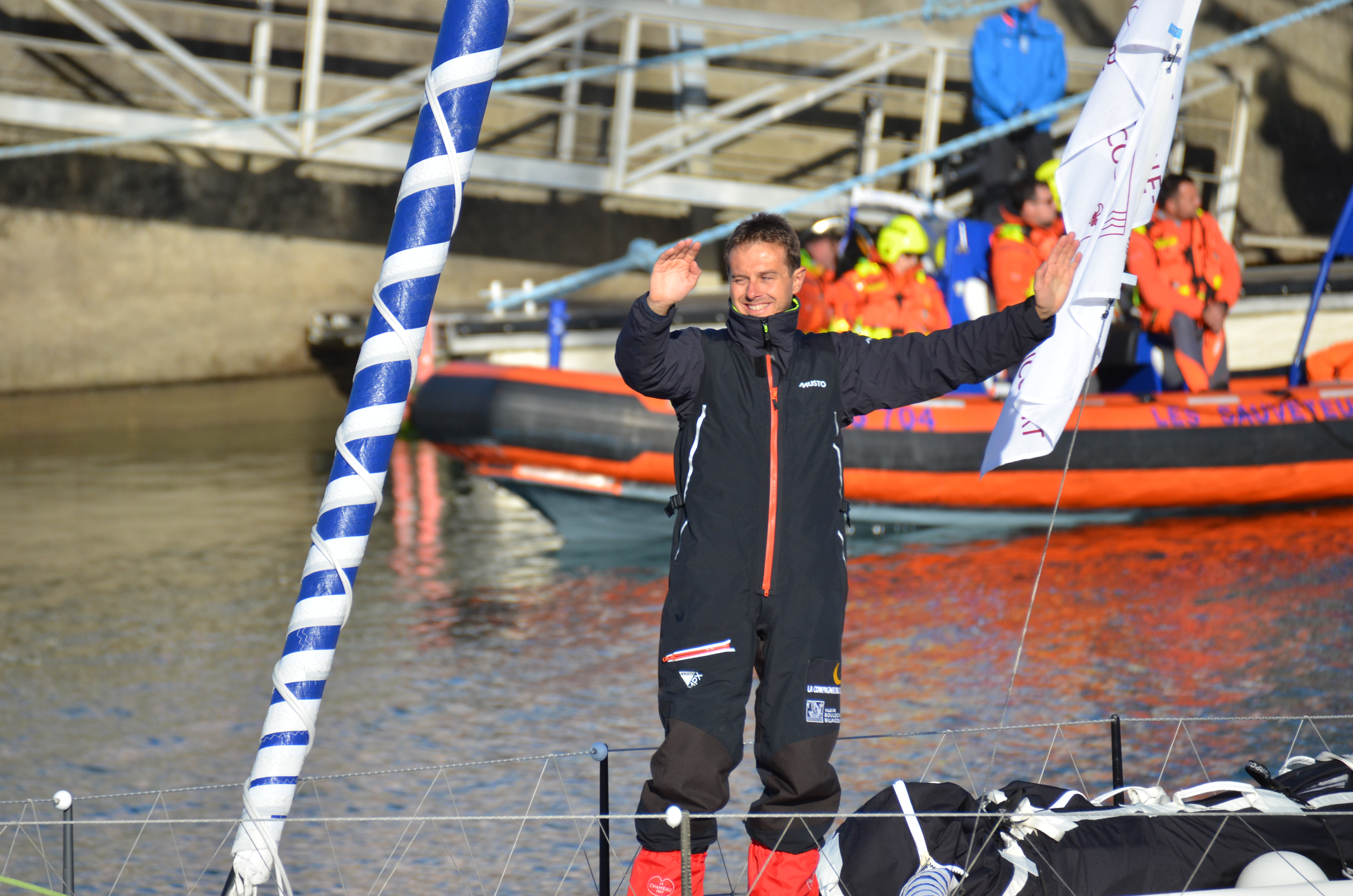
Stéphane Le Diraison au départ du Vendée Globe 2016-2017.

## Palmarès
2021 :
- 18e (33 inscrits) du Vendée Globe sur le 60 pieds IMOCA Time For Oceans en 95 jours, 8 heures, 16 minutes

2019 :
- 20e (29 inscrits) de la Transat Jacques Vabre avec François Guiffant en classe IMOCA sur Time For Oceans en 16 jours, 1 heure, 16 minutes et 31 secondes ; 12e au classement général
- 20e du Défi Azimut sur le 60 pieds IMOCA Time For Oceans avec François Guiffant en 2 jours, 5 heures, 33 minutes et 0 seconde
- 12e de la Rolex Fastnet Race en 60 pieds IMOCA Time For Oceans avec François Guiffant en 2 jours, 8 heures, 12 minutes et 33 secondes
- 10e de la Bermudes 1000 Race en 60 pieds IMOCA Time For Oceans en 8 jours, 2 heures, 47 minutes et 11 secondes

2018 :
- 8e (20 inscrits) de la Route du Rhum - Destination Guadeloupe en 60 pieds IMOCA Time For Oceans  avec Boulogne Billancourt en 15 jours, 2 heures, 30 minutes et 20 secondes ; 14e au classement général
- 9e du Défi Azimut en 60 pieds IMOCA Time For Oceans en 15 jours, 2 heures, 30 minutes et 20
- 7e de la Drheam-Cup 700 en 60 pieds IMOCA Boulogne-Billancourt en 4 jours, 3 heures, 5 minutes et 9 secondes
- 5e de la Monaco Globe Series en 60 pieds IMOCA Boulogne-Billancourt avec Stanislas Maslard en 3 jours, 23 heures, 45 minutes et 3 secondes

2014 :
- 4e (43 inscrits) de la Route du Rhum - Destination Guadeloupe en Class40, sur IXblue BRS en 17 jours, 8 heures, 21 minutes et 37 secondes ; 23e au classement général
- 5e La Qualif’ Solidaire (Class40)
- 2e Armen Race (Class40)

2013 :
- Vainqueur Grand Prix Guyader (Class40)

2012 :
- 2e Transat solidaire du chocolat (Class40)

2011 :
- Vainqueur Les Sables Horta (Class40)
- Vainqueur Trophée SNSM et record épreuve (Class40)

2010
- Vainqueur Grand Prix Italie (Mini 6.50)

2009
- 4e Transat 6.50
- Vainqueur Fastnet 6.50
- Vainqueur Trophée MAP (Mini 6.50)
- Vainqueur Chrono 6.50

2008
- Vainqueur Select 6.50

2007
- 2e Transat 6.50